# Jalisco
Jalisco és un dels trenta-un estats que constitueixen Mèxic. Oficialment l'àrea de l'estat és de 80.386 km², però hi ha municipis en disputa amb altres estats. Jalisco limita a l'oest amb l'oceà Pacífic, al nord-oest amb els estats de Nayarit, Zacatecas i Aguascalientes, al nord amb San Luis Potosí, a l'est amb l'estat de Guanajuato i al sud amb Colima i Michoacán. El nom de l'estat prové del nàhuatl Xalli, que significa sorra, i ixco que significa lloc. Per això, abans s'acceptava l'ortografia "Xalisco".
La capital de Jalisco és la ciutat de Guadalajara, la segona més gran i important de Mèxic. Altres ciutats importants són Chapala, Ciudad Guzmán i Puerto Vallarta, el tercer port més important de Mèxic, i una important destinació turística mundial. El llac d'aigua dolça més gran de Mèxic, el Llac de Chapala, es troba a l'estat de Jalisco.
Jalisco és l'estat on es van originar la música mariachi i el tequila.